# Lucchetto (enigmistica)
Il lucchetto è uno schema enigmistico della famiglia dei biscarti, che relaziona almeno tre parole e segue una formula del tipo XZ / ZY = XY. Le parti Z delle prime due parole vengono scartate e dall'unione dei resti si ottiene una terza parola XY. Pertanto gli scarti da effettuare avvengono, nel gioco, prima in coda poi in capo. Il lucchetto può essere multiplo, ossia consistere di più di tre parti. In questo caso lo schema presenterà tanti segmenti comuni quante sono le unioni di parole da realizzare in successione: ad esempio, un lucchetto doppio avrà uno schema del tipo XZ / ZK / KY = XY, nel quale per ovvi motivi la parola centrale ZK risulterà scartata per intero.
Il lucchetto riflesso è un tipo particolare di lucchetto in cui le lettere delle parti Z delle prime due parole compaiono in ordine inverso, secondo lo schema: XZz / zZY = XY.
Il lucchetto è relativamente recente, essendo stato teorizzato solo nel 1950 dall'enigmista Pietro Mercatanti (Carminetta). È dunque, in realtà, la prima evoluzione della sciarada incatenata, che rappresenta il nodo di congiunzione fra la famiglia ottocentesca delle sciarade e quella novecentesca dei biscarti. Nella sciarada incatenata, infatti, avviene uno scarto solo, mentre l'altro segmento comune alle due parole viene riutilizzato per formare la terza, secondo una formula del tipo XZ / ZY = XZY. Su un piano "logico", però, il lucchetto deriva dal biscarto, che pure è stato inventato da Carminetta ma in un momento successivo.

## Esempi
- Lucchetti: mais / sale = maiale, luna / nascita = l'uscita
- Lucchetto doppio: persona / sonate / tegola = pergola
- Lucchetti riflessi: spia / aiola = spola, torre / erba = torba